# Park Narodowy Langtang
Park Narodowy Langtang (ang. Langtang National Park) – park narodowy położony na północ od Katmandu w zlewisku rzek Trishuli i Koshi. Z uwagi na bliskość stolicy Nepalu stanowi najłatwiej dostępny turystycznie rejon nepalskich Himalajów.